# Oscar voor beste originele scenario
De Academy Award voor beste originele scenario (ook bekend als de Oscar voor beste originele scenario) is een jaarlijkse filmprijs van de Academy of Motion Picture Arts and Sciences. Enkel filmscenario's die niet gebaseerd werden op een ander medium komen in aanmerking voor de Oscar. Daardoor maken onder meer remakes en boekverfilmingen geen kans op deze prijs, zij maken kans op de Academy Award voor beste bewerkte scenario.
De Academy Award voor beste originele scenario werd op 27 februari 1941 voor het eerst uitgereikt. Sindsdien maakt de prijs jaarlijks deel uit van de Oscarceremonie. Enkel voor films uit het jaar 1948 werd er geen prijs uitgereikt. Voor dat jaar werden de categorieën voor originele en bewerkte scenario samengevoegd tot één categorie (beste scenario).

## Winnaars en genomineerden
De winnaars staan bovenaan in vette letters op een gele achtergrond. De overige films en scenaristen die werden genomineerd staan eronder vermeld in alfabetische volgorde.

### 1940-1949
| Jaar                             | Film                                                                                   | Scenarist(en)                      |
| -------------------------------- | -------------------------------------------------------------------------------------- | ---------------------------------- |
| 1940 (13de)                      |                                                                                        |                                    |
| The Great McGinty                | Preston Sturges                                                                        |                                    |
| Angels Over Broadway             | Ben Hecht                                                                              |                                    |
| Dr. Ehrlich's Magic Bullet       | John Huston, Heinz Herald en Norman Burnside                                           |                                    |
| Foreign Correspondent            | Charles Bennett en Joan Harrison                                                       |                                    |
| The Great Dictator               | Charles Chaplin                                                                        |                                    |
| 1941 (14de)                      |                                                                                        |                                    |
| Citizen Kane                     | Herman J. Mankiewicz en Orson Welles                                                   |                                    |
| The Devil and Miss Jones         | Norman Krasna                                                                          |                                    |
| Sergeant York                    | Abem Finkel, Harry Chandlee, Howard E. Koch en John Huston                             |                                    |
| Tall, Dark and Handsome          | Karl Tunberg en Darrell Ware                                                           |                                    |
| Tom, Dick and Harry              | Paul Jarrico                                                                           |                                    |
| 1942 (15de)                      |                                                                                        |                                    |
| Woman of the Year                | Ring Lardner jr. en Michael Kanin                                                      |                                    |
| One of Our Aircraft Is Missing   | Michael Powell en Emeric Pressburger                                                   |                                    |
| Road to Morocco                  | Frank Butler en Don Hartman                                                            |                                    |
| Wake Island                      | W.R. Burnett en Frank Butler                                                           |                                    |
| The War Against Mrs. Hadley      | George Oppenheimer                                                                     |                                    |
| 1943 (16de)                      |                                                                                        |                                    |
| Princess O'Rourke                | Norman Krasna                                                                          |                                    |
| Air Force                        | Dudley Nichols                                                                         |                                    |
| In Which We Serve                | Noël Coward                                                                            |                                    |
| The North Star                   | Lillian Hellman                                                                        |                                    |
| So Proudly We Hail!              | Allan Scott                                                                            |                                    |
| 1944 (17de)                      |                                                                                        |                                    |
| Wilson                           | Lamar Trotti                                                                           |                                    |
| Hail the Conquering Hero         | Preston Sturges                                                                        |                                    |
| The Miracle of Morgan's Creek    | Preston Sturges                                                                        |                                    |
| Two Girls and a Sailor           | Richard Connell en Gladys Lehman                                                       |                                    |
| Wing and a Prayer                | Jerome Cady                                                                            |                                    |
| 1945 (18de)                      |                                                                                        |                                    |
| Marie-Louise                     | Richard Schweizer                                                                      |                                    |
| Dillinger                        | Philip Yordan                                                                          |                                    |
| Music for Millions               | Myles Connolly                                                                         |                                    |
| Salty O'Rourke                   | Milton Holmes                                                                          |                                    |
| What Next, Corporal Hargrove?    | Harry Kurnitz                                                                          |                                    |
| 1946 (19de)                      |                                                                                        |                                    |
| The Seventh Veil                 | Muriel Box en Sydney Box                                                               |                                    |
| The Blue Dahlia                  | Raymond Chandler                                                                       |                                    |
| Children of Paradise             | Jacques Prévert                                                                        |                                    |
| Notorious                        | Ben Hecht                                                                              |                                    |
| Road to Utopia                   | Norman Panama en Melvin Frank                                                          |                                    |
| 1947 (20ste)                     |                                                                                        |                                    |
| The Bachelor and the Bobby-Soxer | Sidney Sheldon                                                                         |                                    |
| Body and Soul                    | Abraham Polonsky                                                                       |                                    |
| A Double Life                    | Ruth Gordon en Garson Kanin                                                            |                                    |
| Monsieur Verdoux                 | Charles Chaplin                                                                        |                                    |
| Shoe-Shine                       | Sergio Amidei, Adolfo Franci, C.G. Viola en Cesare Zavattini                           |                                    |
| 1948 (21ste)                     | Geen uitreiking in deze categorie.                                                     | Geen uitreiking in deze categorie. |
| 1949 (22ste)                     |                                                                                        |                                    |
| Battleground                     | Robert Pirosh                                                                          |                                    |
| Jolson Sings Again               | Sidney Buchman                                                                         |                                    |
| Paisan                           | Alfred Hayes, Federico Fellini, Sergio Amidei, Marcello Pagliero en Roberto Rossellini |                                    |
| Passport to Pimlico              | T.E.B. Clarke                                                                          |                                    |
| The Quiet One                    | Helen Levitt, Janice Loeb en Sidney Meyers                                             |                                    |

### 1950-1959
| Jaar                                | Film                                                               | Scenarist(en) |
| ----------------------------------- | ------------------------------------------------------------------ | ------------- |
| 1950 (23ste)                        |                                                                    |               |
| Sunset Blvd.                        | Charles Brackett, Billy Wilder en D.M. Marshman jr.                |               |
| Adam's Rib                          | Ruth Gordon en Garson Kanin                                        |               |
| Caged                               | Virginia Kellogg en Bernard C. Schoenfeld                          |               |
| The Men                             | Carl Foreman                                                       |               |
| No Way Out                          | Joseph L. Mankiewicz en Lesser Samuels                             |               |
| 1951 (24ste)                        |                                                                    |               |
| An American in Paris                | Alan Jay Lerner                                                    |               |
| The Big Carnival                    | Billy Wilder, Lesser Samuels en Walter Newman                      |               |
| David and Bathsheba                 | Philip Dunne                                                       |               |
| Go for Broke!                       | Robert Pirosh                                                      |               |
| The Well                            | Clarence Greene en Russell Rouse                                   |               |
| 1952 (25ste)                        |                                                                    |               |
| The Lavender Hill Mob               | T.E.B. Clarke                                                      |               |
| The Atomic City                     | Sydney Boehm                                                       |               |
| Breaking the Sound Barrier          | Terence Rattigan                                                   |               |
| Pat and Mike                        | Ruth Gordon en Garson Kanin                                        |               |
| Viva Zapata!                        | John Steinbeck                                                     |               |
| 1953 (26ste)                        |                                                                    |               |
| Titanic                             | Charles Brackett, Walter Reisch en Richard Breen                   |               |
| The Band Wagon                      | Betty Comden en Adolph Green                                       |               |
| The Desert Rats                     | Richard Murphy                                                     |               |
| The Naked Spur                      | Sam Rolfe en Harold Jack Bloom                                     |               |
| Take the High Ground!               | Millard Kaufman                                                    |               |
| 1954 (27ste)                        |                                                                    |               |
| On the Waterfront                   | Budd Schulberg                                                     |               |
| The Barefoot Contessa               | Joseph L. Mankiewicz                                               |               |
| Genevieve                           | William Rose                                                       |               |
| The Glenn Miller Story              | Valentine Davies en Oscar Brodney                                  |               |
| Knock on Wood                       | Norman Panama en Melvin Frank                                      |               |
| 1955 (28ste)                        |                                                                    |               |
| Interrupted Melody                  | William Ludwig en Sonya Levien                                     |               |
| The Court-Martial of Billy Mitchell | Milton Sperling en Emmet Lavery                                    |               |
| It's Always Fair Weather            | Betty Comden en Adolph Green                                       |               |
| Mr. Hulot's Holiday                 | Jacques Tati en Henri Marquet                                      |               |
| The Seven Little Foys               | Melville Shavelson en Jack Rose                                    |               |
| 1956 (29ste)                        |                                                                    |               |
| Le Ballon rouge                     | Albert Lamorisse                                                   |               |
| The Bold and the Brave              | Robert Lewin                                                       |               |
| Julie                               | Andrew L. Stone                                                    |               |
| La Strada                           | Federico Fellini en Tullio Pinelli                                 |               |
| The Ladykillers                     | William Rose                                                       |               |
| 1957 (30ste)                        |                                                                    |               |
| Designing Woman                     | George Wells                                                       |               |
| Funny Face                          | Leonard Gershe                                                     |               |
| Man of a Thousand Faces             | Ralph Wheelwright, R. Wright Campbell, Ivan Goff en Ben Roberts    |               |
| The Tin Star                        | Barney Slater, Joel Kane en Dudley Nichols                         |               |
| Vitelloni                           | Federico Fellini, Ennio Flaiano en Tullio Pinelli                  |               |
| 1958 (31ste)                        |                                                                    |               |
| The Defiant Ones                    | Nedrick Young en Harold Jacob Smith                                |               |
| The Goddess                         | Paddy Chayefsky                                                    |               |
| Houseboat                           | Melville Shavelson en Jack Rose                                    |               |
| The Sheepman                        | James Edward Grant en William Bowers                               |               |
| Teacher's Pet                       | Fay Kanin en Michael Kanin                                         |               |
| 1959 (32ste)                        |                                                                    |               |
| Pillow Talk                         | Russell Rouse, Clarence Greene, Stanley Shapiro en Maurice Richlin |               |
| The 400 Blows                       | François Truffaut en Marcel Moussy                                 |               |
| North by Northwest                  | Ernest Lehman                                                      |               |
| Operation Petticoat                 | Paul King, Joseph Stone, Stanley Shapiro en Maurice Richlin        |               |
| Wild Strawberries                   | Ingmar Bergman                                                     |               |

### 1960-1969
| Jaar                                           | Film                                                                                     | Scenarist(en) |
| ---------------------------------------------- | ---------------------------------------------------------------------------------------- | ------------- |
| 1960 (33ste)                                   |                                                                                          |               |
| The Apartment                                  | Billy Wilder en I.A.L. Diamond                                                           |               |
| The Angry Silence                              | Richard Gregson, Michael Craig en Bryan Forbes                                           |               |
| The Facts of Life                              | Norman Panama en Melvin Frank                                                            |               |
| Hiroshima, Mon Amour                           | Marguerite Duras                                                                         |               |
| Never on Sunday                                | Jules Dassin                                                                             |               |
| 1961 (34ste)                                   |                                                                                          |               |
| Splendor in the Grass                          | William Inge                                                                             |               |
| Ballad of a Soldier                            | Valentin Yoshov en Grigori Chukhrai                                                      |               |
| General Della Rovere                           | Sergio Amidei, Diego Fabbi en Indro Montanelli                                           |               |
| La Dolce Vita                                  | Federico Fellini, Tullio Pinelli, Ennio Flaiano en Brunello Rondi                        |               |
| Lover Come Back                                | Stanley Shapiro en Paul Henning                                                          |               |
| 1962 (35ste)                                   |                                                                                          |               |
| Divorzio all'italiana                          | Ennio de Concini, Alfredo Giannetti en Pietro Germi                                      |               |
| Freud                                          | Charles Kaufman en Wolfgang Reinhardt                                                    |               |
| Last Year at Marienbad                         | Alain Robbe-Grillet                                                                      |               |
| That Touch of Mink                             | Stanley Shapiro en Nate Monaster                                                         |               |
| Through a Glass Darkly                         | Ingmar Bergman                                                                           |               |
| 1963 (36ste)                                   |                                                                                          |               |
| How the West Was Won                           | James R. Webb                                                                            |               |
| America, America                               | Elia Kazan                                                                               |               |
| Federico Fellini's 8½                          | Federico Fellini, Ennio Flaiano, Tullio Pinelli en Brunello Rondi                        |               |
| The Four Days of Naples                        | Pasquale Festa Campanile, Massimo Franciosa, Nanni Loy, Vasco Pratolini en Carlo Bernari |               |
| Love with the Proper Stranger                  | Arnold Schulman                                                                          |               |
| 1964 (37ste)                                   |                                                                                          |               |
| Father Goose                                   | S.H. Barnett, Peter Stone en Frank Tarloff                                               |               |
| A Hard Day's Night                             | Alun Owen                                                                                |               |
| One Potato, Two Potato                         | Orville H. Hampton en Raphael Hayes                                                      |               |
| The Organizer                                  | Age & Scarpelli en Mario Monicelli                                                       |               |
| L'Homme de Rio                                 | Jean-Paul Rappeneau, Ariane Mnouchkine, Daniel Boulanger en Philippe de Broca            |               |
| 1965 (38ste)                                   |                                                                                          |               |
| Darling                                        | Frederic Raphael                                                                         |               |
| Casanova '70                                   | Age & Scarpelli, Mario Monicelli, Tonino Guerra, Giorgio Salvioni en Suso Cecchi D'Amico |               |
| Those Magnificent Men in their Flying Machines | Jack Davies en Ken Annakin                                                               |               |
| The Train                                      | Franklin Coen en Frank Davis                                                             |               |
| The Umbrellas of Cherbourg                     | Jacques Demy                                                                             |               |
| 1966 (39ste)                                   |                                                                                          |               |
| A Man and a Woman                              | Claude Lelouch en Pierre Uytterhoeven                                                    |               |
| Blow-Up                                        | Michelangelo Antonioni, Tonino Guerra en Edward Bond                                     |               |
| The Fortune Cookie                             | Billy Wilder en I.A.L. Diamond                                                           |               |
| Khartoum                                       | Robert Ardrey                                                                            |               |
| The Naked Prey                                 | Clint Johnston en Don Peters                                                             |               |
| 1967 (40ste)                                   |                                                                                          |               |
| Guess Who's Coming to Dinner                   | William Rose                                                                             |               |
| Bonnie and Clyde                               | David Newman en Robert Benton                                                            |               |
| Divorce American Style                         | Robert Kaufman en Norman Lear                                                            |               |
| La Guerre Est Finie                            | Jorge Semprún                                                                            |               |
| Two for the Road                               | Frederic Raphael                                                                         |               |
| 1968 (41ste)                                   |                                                                                          |               |
| The Producers                                  | Mel Brooks                                                                               |               |
| 2001: A Space Odyssey                          | Stanley Kubrick en Arthur C. Clarke                                                      |               |
| The Battle of Algiers                          | Franco Solinas en Gillo Pontecorvo                                                       |               |
| Faces                                          | John Cassavetes                                                                          |               |
| Hot Millions                                   | Ira Wallach en Peter Ustinov                                                             |               |
| 1969 (42ste)                                   |                                                                                          |               |
| Butch Cassidy and the Sundance Kid             | William Goldman                                                                          |               |
| Bob & Carol & Ted & Alice                      | Paul Mazursky en Larry Tucker                                                            |               |
| The Damned                                     | Nicola Badalucco, Enrico Medioli en Luchino Visconti                                     |               |
| Easy Rider                                     | Peter Fonda, Dennis Hopper en Terry Southern                                             |               |
| The Wild Bunch                                 | Walon Green, Roy N. Sickner en Sam Peckinpah                                             |               |

### 1970-1979
| Jaar                                       | Film                                                                | Scenarist(en) |
| ------------------------------------------ | ------------------------------------------------------------------- | ------------- |
| 1970 (43ste)                               |                                                                     |               |
| Patton                                     | Francis Ford Coppola en Edmund H. North                             |               |
| Five Easy Pieces                           | Bob Rafelson en Adrien Joyce                                        |               |
| Joe                                        | Norman Wexler                                                       |               |
| Love Story                                 | Erich Segal                                                         |               |
| My Night at Maud's                         | Éric Rohmer                                                         |               |
| 1971 (44ste)                               |                                                                     |               |
| The Hospital                               | Paddy Chayefsky                                                     |               |
| Investigation of a Citizen above Suspicion | Elio Petri en Ugo Pirro                                             |               |
| Klute                                      | Andy Lewis en David Lewis                                           |               |
| Summer of '42                              | Herman Raucher                                                      |               |
| Sunday Bloody Sunday                       | Penelope Gilliatt                                                   |               |
| 1972 (45ste)                               |                                                                     |               |
| The Candidate                              | Jeremy Larner                                                       |               |
| The Discreet Charm of the Bourgeoisie      | Luis Buñuel en Jean-Claude Carrière                                 |               |
| Lady Sings the Blues                       | Terrence McCloy, Chris Clark en Suzanne de Passe                    |               |
| Murmur of the Heart                        | Louis Malle                                                         |               |
| Young Winston                              | Carl Foreman                                                        |               |
| 1973 (46ste)                               |                                                                     |               |
| The Sting                                  | David S. Ward                                                       |               |
| American Graffiti                          | George Lucas, Gloria Katz en Willard Huyck                          |               |
| Cries and Whispers                         | Ingmar Bergman                                                      |               |
| Save the Tiger                             | Steve Shagan                                                        |               |
| A Touch of Class                           | Melvin Frank en Jack Rose                                           |               |
| 1974 (47ste)                               |                                                                     |               |
| Chinatown                                  | Robert Towne                                                        |               |
| Alice Doesn't Live Here Anymore            | Robert Getchell                                                     |               |
| The Conversation                           | Francis Ford Coppola                                                |               |
| Day for Night                              | François Truffaut, Jean-Louis Richard en Suzanne Schiffman          |               |
| Harry and Tonto                            | Paul Mazursky en Josh Greenfield                                    |               |
| 1975 (48ste)                               |                                                                     |               |
| Dog Day Afternoon                          | Frank Pierson                                                       |               |
| Amarcord                                   | Federico Fellini en Tonino Guerra                                   |               |
| And Now My Love                            | Claude Lelouch en Pierre Uytterhoeven                               |               |
| Lies My Father Told Me                     | Ted Allan                                                           |               |
| Shampoo                                    | Robert Towne en Warren Beatty                                       |               |
| 1976 (49ste)                               |                                                                     |               |
| Network                                    | Paddy Chayefsky                                                     |               |
| Cousin, Cousine                            | Jean-Charles Tacchella en Daniele Thompson                          |               |
| The Front                                  | Walter Bernstein                                                    |               |
| Rocky                                      | Sylvester Stallone                                                  |               |
| Seven Beauties                             | Lina Wertmüller                                                     |               |
| 1977 (50ste)                               |                                                                     |               |
| Annie Hall                                 | Woody Allen en Marshall Brickman                                    |               |
| The Goodbye Girl                           | Neil Simon                                                          |               |
| The Late Show                              | Robert Benton                                                       |               |
| Star Wars                                  | George Lucas                                                        |               |
| The Turning Point                          | Arthur Laurents                                                     |               |
| 1978 (51ste)                               |                                                                     |               |
| Coming Home                                | Nancy Dowd, Waldo Salt en Robert C. Jones                           |               |
| Autumn Sonata                              | Ingmar Bergman                                                      |               |
| The Deer Hunter                            | Michael Cimino, Deric Washburn, Louis Garfinkle en Quinn K. Redeker |               |
| Interiors                                  | Woody Allen                                                         |               |
| An Unmarried Woman                         | Paul Mazursky                                                       |               |
| 1979 (52ste)                               |                                                                     |               |
| Breaking Away                              | Steve Tesich                                                        |               |
| All That Jazz                              | Robert Alan Aurthur en Bob Fosse                                    |               |
| ...And Justice for All                     | Valerie Curtin en Barry Levinson                                    |               |
| The China Syndrome                         | Mike Gray, T.S. Cook en James Bridges                               |               |
| Manhattan                                  | Woody Allen en Marshall Brickman                                    |               |

### 1980-1989
| Jaar                                      | Film                                                            | Scenarist(en) |
| ----------------------------------------- | --------------------------------------------------------------- | ------------- |
| 1980 (53ste)                              |                                                                 |               |
| Melvin and Howard                         | Bo Goldman                                                      |               |
| Brubaker                                  | W.D. Richter en Arthur Ross                                     |               |
| Fame                                      | Christopher Gore                                                |               |
| Mon Oncle d'Amerique                      | Jean Gruault                                                    |               |
| Private Benjamin                          | Nancy Meyers, Charles Shyer en Harvey Miller                    |               |
| 1981 (54ste)                              |                                                                 |               |
| Chariots of Fire                          | Colin Welland                                                   |               |
| Absence of Malice                         | Kurt Luedtke                                                    |               |
| Arthur                                    | Steve Gordon                                                    |               |
| Atlantic City                             | John Guare                                                      |               |
| Reds                                      | Warren Beatty en Trevor Griffiths                               |               |
| 1982 (55ste)                              |                                                                 |               |
| Gandhi                                    | John Briley                                                     |               |
| Diner                                     | Barry Levinson                                                  |               |
| E.T. the Extra-Terrestrial                | Melissa Mathison                                                |               |
| An Officer and a Gentleman                | Douglas Day Stewart                                             |               |
| Tootsie                                   | Larry Gelbart, Murray Schisgal en Don McGuire                   |               |
| 1983 (56ste)                              |                                                                 |               |
| Tender Mercies                            | Horton Foote                                                    |               |
| The Big Chill                             | Lawrence Kasdan en Barbara Benedek                              |               |
| Fanny & Alexander                         | Ingmar Bergman                                                  |               |
| Silkwood                                  | Nora Ephron en Alice Arlen                                      |               |
| WarGames                                  | Lawrence Lasker en Walter F. Parkes                             |               |
| 1984 (57ste)                              |                                                                 |               |
| Places in the Heart                       | Robert Benton                                                   |               |
| Beverly Hills Cop                         | Daniel Petrie jr. en Danilo Bach                                |               |
| Broadway Danny Rose                       | Woody Allen                                                     |               |
| El Norte                                  | Gregory Nava en Anna Thomas                                     |               |
| Splash                                    | Lowell Ganz, Babaloo Mandel, Bruce Jay Friedman en Brian Grazer |               |
| 1985 (58ste)                              |                                                                 |               |
| Witness                                   | Earl W. Wallace, William Kelley en Pamela Wallace               |               |
| Back to the Future                        | Robert Zemeckis en Bob Gale                                     |               |
| Brazil                                    | Terry Gilliam, Tom Stoppard en Charles McKeown                  |               |
| The Official Story                        | Luis Puenzo en Aída Bortnik                                     |               |
| The Purple Rose of Cairo                  | Woody Allen                                                     |               |
| 1986 (59ste)                              |                                                                 |               |
| Hannah and Her Sisters                    | Woody Allen                                                     |               |
| 'Crocodile' Dundee                        | Paul Hogan, Ken Shadie en John Cornell                          |               |
| My Beautiful Laundrette                   | Hanif Kureishi                                                  |               |
| Platoon                                   | Oliver Stone                                                    |               |
| Salvador                                  | Oliver Stone en Richard Boyle                                   |               |
| 1987 (60ste)                              |                                                                 |               |
| Moonstruck                                | John Patrick Shanley                                            |               |
| Au Revoir les Enfants (Goodbye, Children) | Louis Malle                                                     |               |
| Broadcast News                            | James L. Brooks                                                 |               |
| Hope and Glory                            | John Boorman                                                    |               |
| Radio Days                                | Woody Allen                                                     |               |
| 1988 (61ste)                              |                                                                 |               |
| Rain Man                                  | Ronald Bass en Barry Morrow                                     |               |
| Big                                       | Gary Ross en Anne Spielberg                                     |               |
| Bull Durham                               | Ron Shelton                                                     |               |
| A Fish Called Wanda                       | John Cleese en Charles Crichton                                 |               |
| Running on Empty                          | Naomi Foner                                                     |               |
| 1989 (62ste)                              |                                                                 |               |
| Dead Poets Society                        | Tom Schulman                                                    |               |
| Crimes and Misdemeanors                   | Woody Allen                                                     |               |
| Do the Right Thing                        | Spike Lee                                                       |               |
| Sex, Lies, and Videotape                  | Steven Soderbergh                                               |               |
| When Harry Met Sally...                   | Nora Ephron                                                     |               |

### 1990-1999
| Jaar                        | Film                                                                                           | Scenarist(en) |
| --------------------------- | ---------------------------------------------------------------------------------------------- | ------------- |
| 1990 (63ste)                |                                                                                                |               |
| Ghost                       | Bruce Joel Rubin                                                                               |               |
| Alice                       | Woody Allen                                                                                    |               |
| Avalon                      | Barry Levinson                                                                                 |               |
| Green Card                  | Peter Weir                                                                                     |               |
| Metropolitan                | Whit Stillman                                                                                  |               |
| 1991 (64ste)                |                                                                                                |               |
| Thelma & Louise             | Callie Khouri                                                                                  |               |
| Boyz n the Hood             | John Singleton                                                                                 |               |
| Bugsy                       | James Toback                                                                                   |               |
| The Fisher King             | Richard LaGravenese                                                                            |               |
| Grand Canyon                | Lawrence Kasdan en Meg Kasdan                                                                  |               |
| 1992 (65ste)                |                                                                                                |               |
| The Crying Game             | Neil Jordan                                                                                    |               |
| Husbands and Wives          | Woody Allen                                                                                    |               |
| Lorenzo's Oil               | George Miller en Nick Enright                                                                  |               |
| Passion Fish                | John Sayles                                                                                    |               |
| Unforgiven                  | David Webb Peoples                                                                             |               |
| 1993 (66ste)                |                                                                                                |               |
| The Piano                   | Jane Campion                                                                                   |               |
| Dave                        | Gary Ross                                                                                      |               |
| In the Line of Fire         | Jeff Maguire                                                                                   |               |
| Philadelphia                | Ron Nyswaner                                                                                   |               |
| Sleepless in Seattle        | Nora Ephron, David S. Ward en Jeff Arch                                                        |               |
| 1994 (67ste)                |                                                                                                |               |
| Pulp Fiction                | Quentin Tarantino en Roger Avary                                                               |               |
| Bullets Over Broadway       | Woody Allen en Douglas McGrath                                                                 |               |
| Four Weddings and a Funeral | Richard Curtis                                                                                 |               |
| Heavenly Creatures          | Frances Walsh en Peter Jackson                                                                 |               |
| Red                         | Krzysztof Piesiewicz en Krzysztof Kieślowski                                                   |               |
| 1995 (68ste)                |                                                                                                |               |
| The Usual Suspects          | Christopher McQuarrie                                                                          |               |
| Braveheart                  | Randall Wallace                                                                                |               |
| Mighty Aphrodite            | Woody Allen                                                                                    |               |
| Nixon                       | Stephen J. Rivele, Christopher Wilkinson en Oliver Stone                                       |               |
| Toy Story                   | Joss Whedon, Andrew Stanton, Joel Cohen, Alec Sokolow, John Lasseter, Pete Docter en Joe Ranft |               |
| 1996 (69ste)                |                                                                                                |               |
| Fargo                       | Ethan Coen en Joel Coen                                                                        |               |
| Jerry Maguire               | Cameron Crowe                                                                                  |               |
| Lone Star                   | John Sayles                                                                                    |               |
| Secrets & Lies              | Mike Leigh                                                                                     |               |
| Shine                       | Jan Sardi en Scott Hicks                                                                       |               |
| 1997 (70ste)                |                                                                                                |               |
| Good Will Hunting           | Ben Affleck en Matt Damon                                                                      |               |
| As Good as It Gets          | Mark Andrus en James L. Brooks                                                                 |               |
| Boogie Nights               | Paul Thomas Anderson                                                                           |               |
| Deconstructing Harry        | Woody Allen                                                                                    |               |
| The Full Monty              | Simon Beaufoy                                                                                  |               |
| 1998 (71ste)                |                                                                                                |               |
| Shakespeare in Love         | Marc Norman en Tom Stoppard                                                                    |               |
| Bulworth                    | Warren Beatty en Jeremy Pikser                                                                 |               |
| Life Is Beautiful           | Vincenzo Cerami en Roberto Benigni                                                             |               |
| Saving Private Ryan         | Robert Rodat                                                                                   |               |
| The Truman Show             | Andrew Niccol                                                                                  |               |
| 1999 (72ste)                |                                                                                                |               |
| American Beauty             | Alan Ball                                                                                      |               |
| Being John Malkovich        | Charlie Kaufman                                                                                |               |
| Magnolia                    | Paul Thomas Anderson                                                                           |               |
| The Sixth Sense             | M. Night Shyamalan                                                                             |               |
| Topsy-Turvy                 | Mike Leigh                                                                                     |               |

### 2000-2009
| Jaar                                  | Film                                             | Scenarist(en) |
| ------------------------------------- | ------------------------------------------------ | ------------- |
| 2000 (73ste)                          |                                                  |               |
| Almost Famous                         | Cameron Crowe                                    |               |
| Billy Elliot                          | Lee Hall                                         |               |
| Erin Brockovich                       | Susannah Grant                                   |               |
| Gladiator                             | David Franzoni, John Logan en William Nicholson  |               |
| You Can Count on Me                   | Kenneth Lonergan                                 |               |
| 2001 (74ste)                          |                                                  |               |
| Gosford Park                          | Julian Fellowes                                  |               |
| Amélie                                | Guillaume Laurant en Jean-Pierre Jeunet          |               |
| Memento                               | Christopher Nolan en Jonathan Nolan              |               |
| Monster's Ball                        | Milo Addica en Will Rokos                        |               |
| The Royal Tenenbaums                  | Wes Anderson en Owen Wilson                      |               |
| 2002 (75ste)                          |                                                  |               |
| Talk to Her                           | Pedro Almodóvar                                  |               |
| Far from Heaven                       | Todd Haynes                                      |               |
| Gangs of New York                     | Jay Cocks, Steve Zaillian en Kenneth Lonergan    |               |
| My Big Fat Greek Wedding              | Nia Vardalos                                     |               |
| Y tu mamá también                     | Carlos Cuarón en Alfonso Cuarón                  |               |
| 2003 (76ste)                          |                                                  |               |
| Lost in Translation                   | Sofia Coppola                                    |               |
| The Barbarian Invasions               | Denys Arcand                                     |               |
| Dirty Pretty Things                   | Steven Knight                                    |               |
| Finding Nemo                          | Andrew Stanton, Bob Peterson en David Reynolds   |               |
| In America                            | Jim Sheridan, Naomi Sheridan en Kirsten Sheridan |               |
| 2004 (77ste)                          |                                                  |               |
| Eternal Sunshine of the Spotless Mind | Charlie Kaufman, Michel Gondry en Pierre Bismuth |               |
| The Aviator                           | John Logan                                       |               |
| Hotel Rwanda                          | Keir Pearson en Terry George                     |               |
| The Incredibles                       | Brad Bird                                        |               |
| Vera Drake                            | Mike Leigh                                       |               |
| 2005 (78ste)                          |                                                  |               |
| Crash                                 | Paul Haggis en Bobby Moresco                     |               |
| Good Night, and Good Luck             | George Clooney en Grant Heslov                   |               |
| Match Point                           | Woody Allen                                      |               |
| The Squid and the Whale               | Noah Baumbach                                    |               |
| Syriana                               | Stephen Gaghan                                   |               |
| 2006 (79ste)                          |                                                  |               |
| Little Miss Sunshine                  | Michael Arndt                                    |               |
| Babel                                 | Guillermo Arriaga                                |               |
| Letters from Iwo Jima                 | Iris Yamashita en Paul Haggis                    |               |
| Pan's Labyrinth                       | Guillermo del Toro                               |               |
| The Queen                             | Peter Morgan                                     |               |
| 2007 (80ste)                          |                                                  |               |
| Juno                                  | Diablo Cody                                      |               |
| Lars and the Real Girl                | Nancy Oliver                                     |               |
| Michael Clayton                       | Tony Gilroy                                      |               |
| Ratatouille                           | Brad Bird, Jan Pinkava en Jim Capobianco         |               |
| The Savages                           | Tamara Jenkins                                   |               |
| 2008 (81ste)                          |                                                  |               |
| Milk                                  | Dustin Lance Black                               |               |
| Frozen River                          | Courtney Hunt                                    |               |
| Happy-Go-Lucky                        | Mike Leigh                                       |               |
| In Bruges                             | Martin McDonagh                                  |               |
| WALL-E                                | Andrew Stanton, Jim Reardon en Pete Docter       |               |
| 2009 (82ste)                          |                                                  |               |
| The Hurt Locker                       | Mark Boal                                        |               |
| Inglourious Basterds                  | Quentin Tarantino                                |               |
| The Messenger                         | Alessandro Camon en Oren Moverman                |               |
| A Serious Man                         | Joel Coen en Ethan Coen                          |               |
| Up                                    | Bob Peterson, Pete Docter en Tom McCarthy        |               |

### 2010-2019
| Jaar                                            | Film                                                                            | Scenarist(en) |
| ----------------------------------------------- | ------------------------------------------------------------------------------- | ------------- |
| 2010 (83ste)                                    |                                                                                 |               |
| The King's Speech                               | David Seidler                                                                   |               |
| Another Year                                    | Mike Leigh                                                                      |               |
| The Fighter                                     | Scott Silver, Paul Tamasy, Eric Johnson en Keith Dorrington                     |               |
| Inception                                       | Christopher Nolan                                                               |               |
| The Kids Are All Right                          | Lisa Cholodenko en Stuart Blumberg                                              |               |
| 2011 (84ste)                                    |                                                                                 |               |
| Midnight in Paris                               | Woody Allen                                                                     |               |
| The Artist                                      | Michel Hazanavicius                                                             |               |
| Bridesmaids                                     | Annie Mumolo en Kristen Wiig                                                    |               |
| Margin Call                                     | J.C. Chandor                                                                    |               |
| A Separation                                    | Asghar Farhadi                                                                  |               |
| 2012 (85ste)                                    |                                                                                 |               |
| Django Unchained                                | Quentin Tarantino                                                               |               |
| Amour                                           | Michael Haneke                                                                  |               |
| Flight                                          | John Gatins                                                                     |               |
| Moonrise Kingdom                                | Wes Anderson en Roman Coppola                                                   |               |
| Zero Dark Thirty                                | Mark Boal                                                                       |               |
| 2013 (86ste)                                    |                                                                                 |               |
| Her                                             | Spike Jonze                                                                     |               |
| American Hustle                                 | Eric Warren Singer en David O. Russell                                          |               |
| Blue Jasmine                                    | Woody Allen                                                                     |               |
| Dallas Buyers Club                              | Craig Borten en Melisa Wallack                                                  |               |
| Nebraska                                        | Bob Nelson                                                                      |               |
| 2014 (87ste)                                    |                                                                                 |               |
| Birdman or (The Unexpected Virtue of Ignorance) | Alejandro G. Iñárritu, Nicolás Giacobone, Alexander Dinelaris jr. en Armando Bo |               |
| Boyhood                                         | Richard Linklater                                                               |               |
| Foxcatcher                                      | E. Max Frye en Dan Futterman                                                    |               |
| The Grand Budapest Hotel                        | Wes Anderson en Hugo Guinness                                                   |               |
| Nightcrawler                                    | Dan Gilroy                                                                      |               |
| 2015 (88ste)                                    |                                                                                 |               |
| Spotlight                                       | Josh Singer en Tom McCarthy                                                     |               |
| Bridge of Spies                                 | Matt Charman, Ethan Coen en Joel Coen                                           |               |
| Ex Machina                                      | Alex Garland                                                                    |               |
| Inside Out                                      | Pete Docter, Meg LeFauve, Josh Cooley en Ronnie del Carmen                      |               |
| Straight Outta Compton                          | Jonathan Herman, Andrea Berloff, S. Leigh Savidge en Alan Wenkus                |               |
| 2016 (89ste)                                    |                                                                                 |               |
| Manchester by the Sea                           | Kenneth Lonergan                                                                |               |
| 20th Century Women                              | Mike Mills                                                                      |               |
| Hell or High Water                              | Taylor Sheridan                                                                 |               |
| La La Land                                      | Damien Chazelle                                                                 |               |
| The Lobster                                     | Yorgos Lanthimos en Efthimis Fillippou                                          |               |
| 2017 (90ste)                                    |                                                                                 |               |
| Get Out                                         | Jordan Peele                                                                    |               |
| The Big Sick                                    | Emily V. Gordon en Kumail Nanjiani                                              |               |
| Lady Bird                                       | Greta Gerwig                                                                    |               |
| The Shape of Water                              | Guillermo del Toro en Vanessa Taylor                                            |               |
| Three Billboards Outside Ebbing, Missouri       | Martin McDonagh                                                                 |               |
| 2018 (91ste)                                    |                                                                                 |               |
| Green Book                                      | Nick Vallelonga, Brian Currie en Peter Farrelly                                 |               |
| The Favourite                                   | Deborah Davis en Tony McNamara                                                  |               |
| First Reformed                                  | Paul Schrader                                                                   |               |
| Roma                                            | Alfonso Cuarón                                                                  |               |
| Vice                                            | Adam McKay                                                                      |               |
| 2019 (92ste)                                    |                                                                                 |               |
| Parasite                                        | Bong Joon-ho en Han Jin-won                                                     |               |
| 1917                                            | Sam Mendes en Krysty Wilson-Cairns                                              |               |
| Knives Out                                      | Rian Johnson                                                                    |               |
| Marriage Story                                  | Noah Baumbach                                                                   |               |
| Once Upon a Time in Hollywood                   | Quentin Tarantino                                                               |               |

### 2020-2029
| Jaar                              | Film                                                | Scenarist(en) |
| --------------------------------- | --------------------------------------------------- | ------------- |
| 2020 (93ste)                      |                                                     |               |
| Promising Young Woman             | Emerald Fennell                                     |               |
| Judas and the Black Messiah       | Will Berson, Shaka King, Keith Lucas en Kenny Lucas |               |
| Minari                            | Lee Isaac Chung                                     |               |
| Sound of Metal                    | Abraham Marder, Darius Marder en Derek Cianfrance   |               |
| The Trial of the Chicago 7        | Aaron Sorkin                                        |               |
| 2021 (94ste)                      |                                                     |               |
| Belfast                           | Kenneth Branagh                                     |               |
| Don't Look Up                     | Adam McKay en David Sirota                          |               |
| King Richard                      | Zach Baylin                                         |               |
| Licorice Pizza                    | Paul Thomas Anderson                                |               |
| The Worst Person in the World     | Eskil Vogt en Joachim Trier                         |               |
| 2022 (95ste)                      |                                                     |               |
| Everything Everywhere All at Once | Daniel Kwan en Daniel Scheinert                     |               |
| The Banshees of Inisherin         | Martin McDonagh                                     |               |
| The Fabelmans                     | Tony Kushner en Steven Spielberg                    |               |
| Tár                               | Todd Field                                          |               |
| Triangle of Sadness               | Ruben Östlund                                       |               |
| 2023 (96ste)                      |                                                     |               |
| Anatomy of a Fall                 | Justine Triet en Arthur Harari                      |               |
| The Holdovers                     | David Hemingson                                     |               |
| Maestro                           | Bradley Cooper en Josh Singer                       |               |
| May December                      | Samy Burch en Alex Mechanik                         |               |
| Past Lives                        | Celine Song                                         |               |
| 2024 (97ste)                      |                                                     |               |
| Anora                             | Sean Baker                                          |               |
| The Brutalist                     | Brady Corbet en Mona Fastvold                       |               |
| A Real Pain                       | Jesse Eisenberg                                     |               |
| September 5                       | Moritz Binder, Tim Fehlbaum en Alex David           |               |
| The Substance                     | Coralie Fargeat                                     |               |

## Recordhouders
Woody Allen heeft in deze categorie zowel de meeste nominaties (16) als zeges (3). Hij is ook de oudste winnaar ooit. Allen was 76 jaar toen hij in 2012 won met het scenario voor Midnight in Paris (2011). Ben Affleck is de jongste winnaar ooit. Hij was 25 jaar toen hij samen met Matt Damon een Oscar won voor het scenario van Good Will Hunting (1997).
Muriel Box was de eerste vrouw die de Oscar voor beste originele scenario won. Ze deelde de prijs, die ze won voor het Brits melodrama The Seventh Veil (1945), met haar echtgenoot Sydney Box.
In 1996 wonnen de broers Joel en Ethan Coen een Oscar voor Fargo. Ook Francis Ford Coppola en diens dochter Sofia Coppola wonnen elk een Oscar. Francis Ford Coppola won de prijs voor de oorlogsfilm Patton (1970). Meer dan dertig jaar later won zijn dochter Sofia Coppola de prijs voor Lost in Translation (2003).
Scenaristen Preston Sturges (1944), Maurice Richlin en Stanley Shapiro (1959) en Oliver Stone (1986) werden twee keer in hetzelfde jaar genomineerd.
Verscheidene schrijvers wonnen zowel de Oscar voor originele als bewerkte scenario. Wanneer de twee categorieën samengevoegd worden, zijn er vijf recordhouders die drie keer een Oscar wonnen voor het schrijven van een scenario:
- Charles Brackett (1945, 1950, 1953)
- Billy Wilder (1945, 1950, 1960)
- Francis Ford Coppola (1970, 1972, 1974)
- Paddy Chayefsky (1955, 1971, 1976)
- Woody Allen (1977, 1986, 2011)

Wanneer de twee categorieën voor scenario's gecombineerd worden, is Woody Allen de recordhouder wat betreft nominaties. Hij werd in totaal zestien keer genomineerd, telkens in de categorie voor beste originele scenario. Billy Wilder werd tijdens zijn carrière twaalf keer genomineerd voor het schrijven van een scenario.

## Galerij

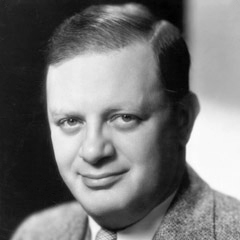
Herman J. Mankiewicz won samen met Orson Welles voor de film Citizen Kane.
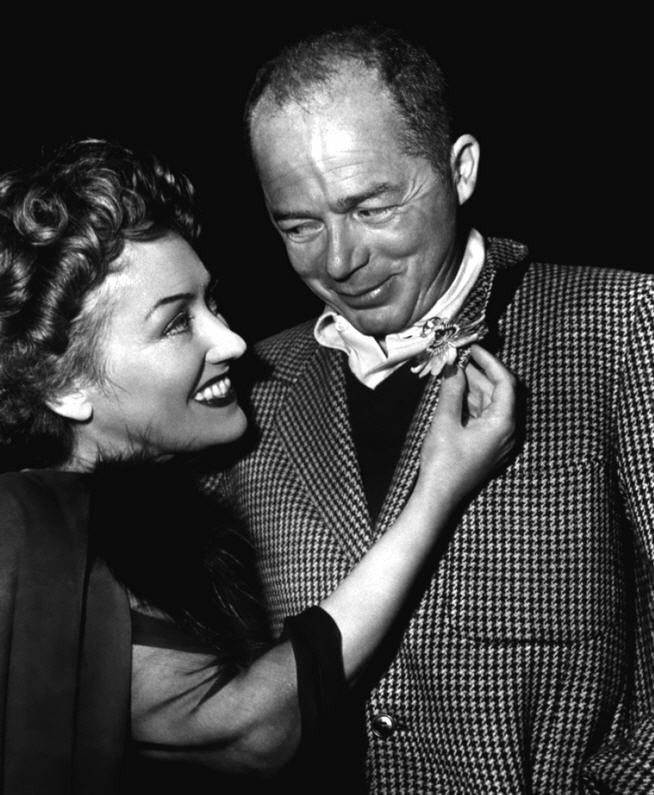
Billy Wilder won de prijs voor zowel Sunset Blvd. als The Apartment.
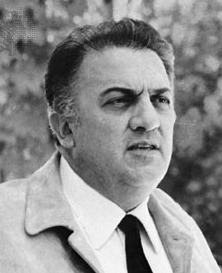
Federico Fellini werd zes keer genomineerd, maar won nooit.
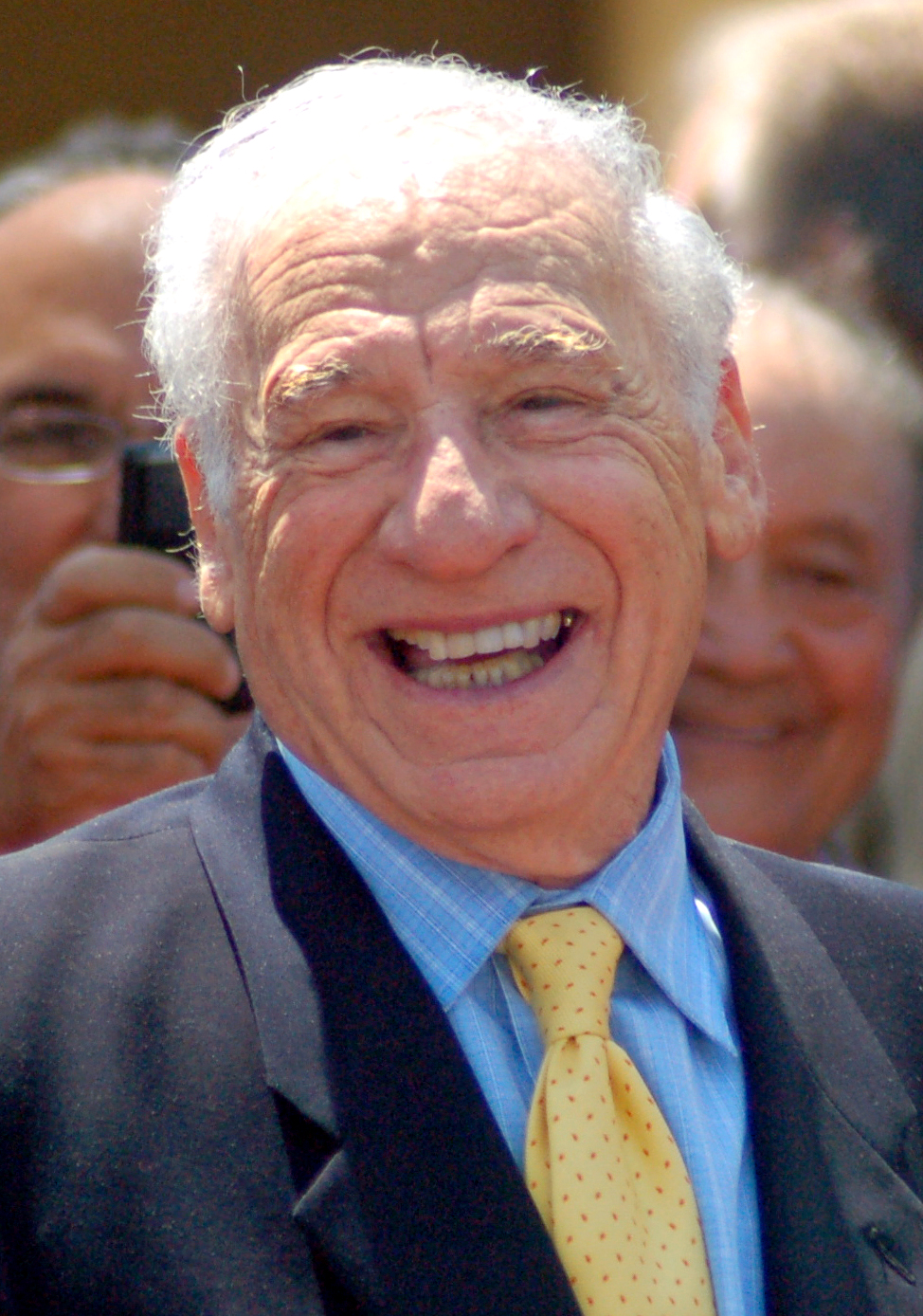
Mel Brooks won in 1968 met The Producers.
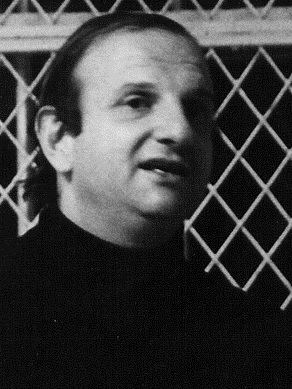
Bo Goldman won de prijs voor Melvin and Howard.
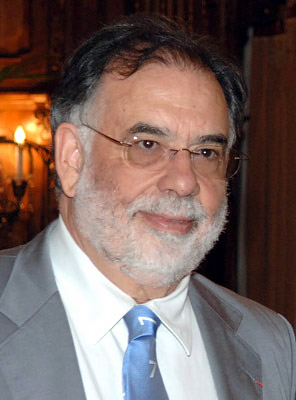
Francis Ford Coppola won de prijs voor Patton.
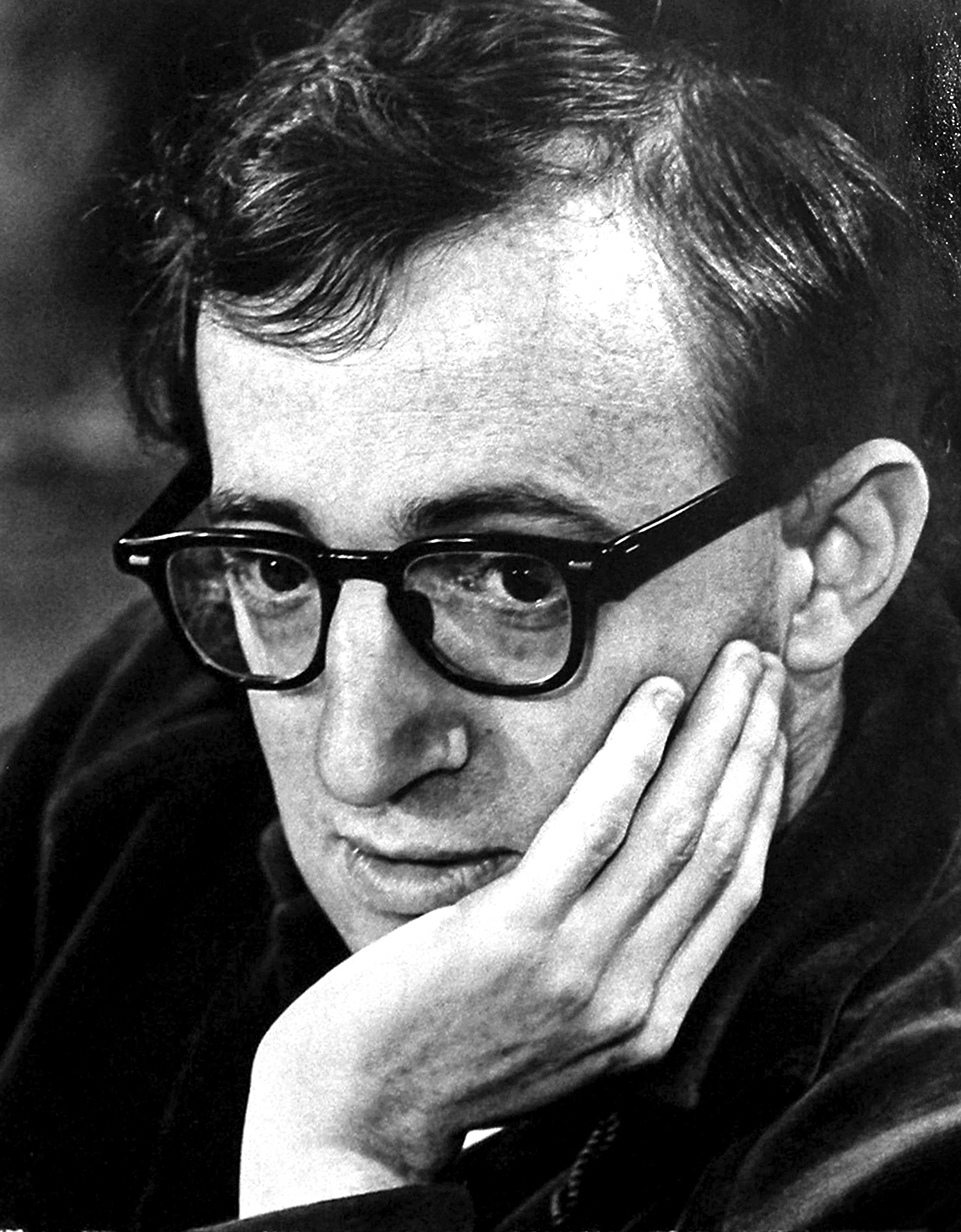
Woody Allen is recordhouder met zestien nominaties en drie Oscars.
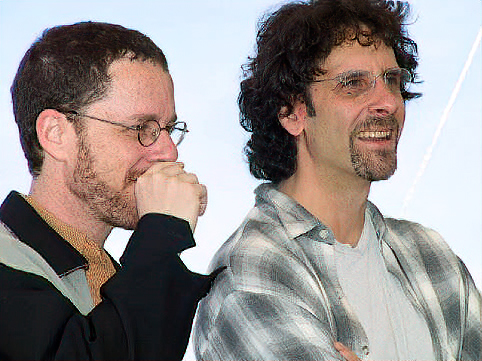
Joel en Ethan Coen wonnen in 1996 met Fargo.
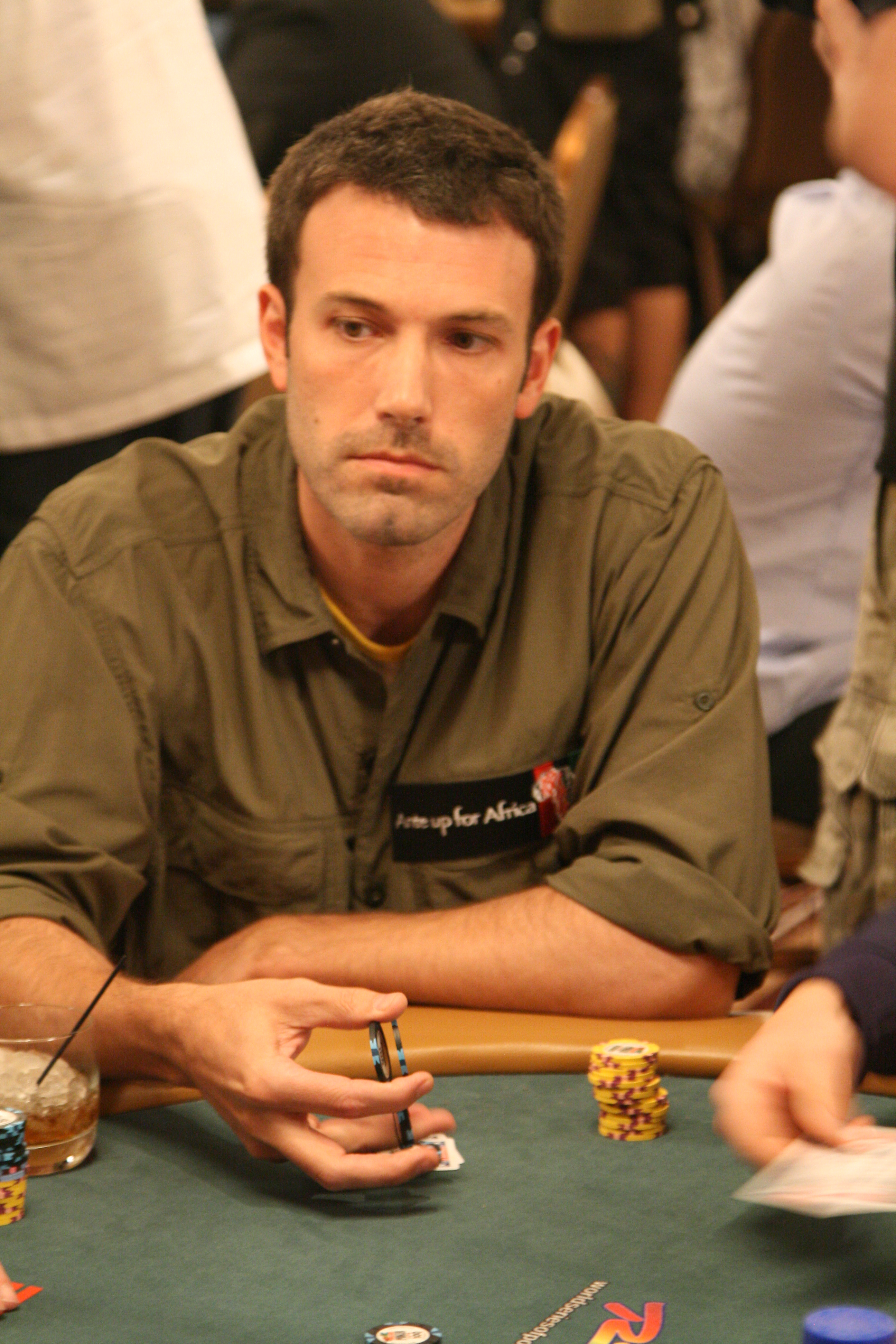
Ben Affleck is de jongste winnaar ooit, hij was 25 toen hij in 1997 won met Good Will Hunting.
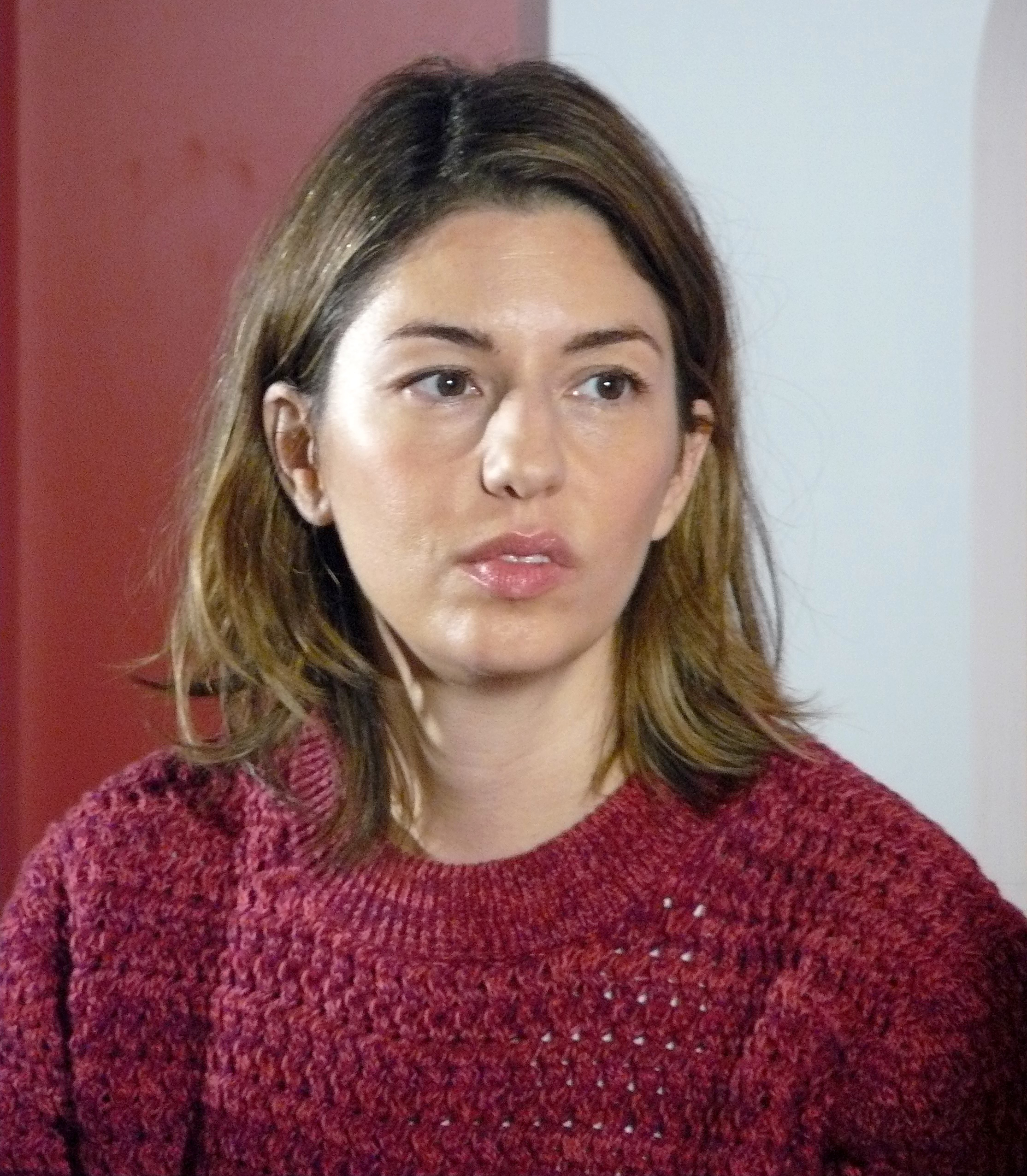
Sofia Coppola trad met Lost in Translation in de voetsporen van haar vader.
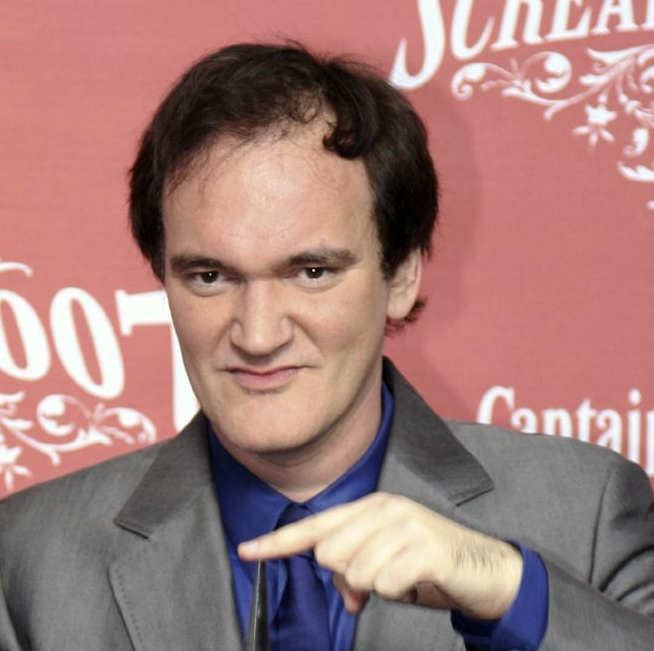
Quentin Tarantino won voor zowel Pulp Fiction als Django Unchained.